# Canton de Drancy
Le canton de Drancy est une circonscription électorale française située dans le département de la Seine-Saint-Denis et la région Île-de-France.

## Histoire
Le canton de Drancy a été créée par le décret du 20 juillet 1967, lors de la constitution du département de la Seine-Saint-Denis. Il était constitué par une fraction de la commune de Drancy, située au sud-ouest de la commune, le reste faisant partie du canton du Bourget.
Un nouveau découpage territorial de la Seine-Saint-Denis entré en vigueur à l'occasion des premières élections départementales suivant le décret du 21 février 2014. Les conseillers départementaux sont, à compter de ces élections, élus au scrutin majoritaire binominal mixte. Les électeurs de chaque canton élisent au Conseil départemental, nouvelle appellation du Conseil général, deux membres de sexe différent, qui se présentent en binôme de candidats. Les conseillers départementaux sont élus pour 6 ans au scrutin binominal majoritaire à deux tours, l'accès au second tour nécessitant 12,5 % des inscrits au 1er tour. En outre, la totalité des conseillers départementaux est renouvelée. Ce nouveau mode de scrutin nécessite un redécoupage des cantons dont le nombre est divisé par deux avec arrondi à l'unité impaire supérieure si ce nombre n'est pas entier impair, assorti de conditions de seuils minimaux. En Seine-Saint-Denis, le nombre de cantons passe ainsi de 40 à 21.
Dans ce cadre, le découpage de 2014 élargit son périmètre à presque l'ensemble de la ville, seule une petite partie sud-est étant désormais rattachée au canton du Blanc-Mesnil.

## Représentation

### Représentation de 1959 à 1967 (département de laSeine)
| Période                       | Période      | Identité                   | Étiquette | Qualité                                      |
| ----------------------------- | ------------ | -------------------------- | --------- | -------------------------------------------- |
| 1959 28e secteur Drancy-Ouest | 1965 (décès) | Charles Garcia (1905-1965) | PCF       | Employé de presse, Fontenay-sous-Bois        |
| 1965                          | 1967         | André Renard               | PCF       | Ouvrier chaudronnier Maire-adjoint de Drancy |

| Période                             | Période | Identité       | Étiquette | Qualité                                                                               |
| ----------------------------------- | ------- | -------------- | --------- | ------------------------------------------------------------------------------------- |
| 1959 29e secteur Drancy-Est-Bobigny | 1967    | Georges Valbon | PCF       | Ouvrier typographe Maire de Bobigny (1965-1996) Elu en 1967 dans le Canton de Bobigny |

### Représentation de 1967 à 2015
| Période | Période | Identité        | Étiquette        | Qualité                                                                                           |
| ------- | ------- | --------------- | ---------------- | ------------------------------------------------------------------------------------------------- |
| 1967    | 1992    | André Renard    | PCF              | Ouvrier chaudronnier Adjoint au maire de Drancy                                                   |
| 1992    | 2004    | Gilbert Conte   | PCF              | Technicien d'études Maire de Drancy (1997 → 2001)                                                 |
| 2004    | 2015    | Stéphane Salini | UMP puis FED-UDI | Entrepreneur Premier adjoint au maire (2001 → 2014) puis conseiller municipal (2014 → ) de Drancy |

### Représentation depuis 2015
| Période élective | Période élective | Mandat       | Mandat       | Identité                                                                              | Nuance | Nuance | Qualité |
| ---------------- | ---------------- | ------------ | ------------ | ------------------------------------------------------------------------------------- | ------ | ------ | --- |
| 2015             | 2021             | 2015         | janvier 2016 | Stéphane Salini (Démissionnaire à la suite de son élection comme conseiller régional) |        | UDI    | Entrepreneur Premier maire-adjoint (2001 → 2014) puis conseiller municipal (2014 → 2020 ) de Drancy ; Président de la CA de l'aéroport du Bourget (2014 → 2015) Vice-président du SIPPEREC (2014 → 2020 ) Conseiller général du canton (2004 → 2015) Vice-président du Conseil régional d' Ile de France (2015 → ) |
| 2015             | 2021             | janvier 2016 | 2021         | Hamid Chabani (Remplaçant)                                                            |        | UDI    | Professeur d’histoire-géographie Conseiller municipal de Drancy |
| 2015             | 2021             | 2015         | 2021         | Aude Lagarde                                                                          |        | UDI    | Maire-adjointe (2001 → 2017) puis maire (2017 → ) de Drancy, Conseillère régionale d'Île-de-France (2004 → 2015) Vice-présidente de la CA de l'aéroport du Bourget (? → 2015 ) Vice-présidente de l'EPT Terres d'Envol (2016 → )                                                                                   |
| 2021             | 2028             | 2021         | en cours     | Hamid Chabani                                                                         |        | UDI    | Conseiller sortant |
| 2021             | 2028             | 2021         | en cours     | Aude Lagarde                                                                          |        | UDI    | Conseillère sortante |

Quatre binômes étaient en lice pour les élections départementales de 2015 :
- Nathalie Vasseur (PC) et Olivier Valentin (PC)
- Line Valles (FN) et Jean-François Perier (FN)
- Stéphane Salini, sortant (UDI) et Aude Lagarde (UDI)
- Ludovic Bu-Locko (EELV) et Hanane Faouzi (PRG)[8].

À l'issue du 1er tour des élections départementales de 2015, deux binômes sont en ballotage : Aude Lagarde et Stéphane Salini (UDI, 52 %) et Jean-François Perier et Line Valles (FN, 22,3 %). Le taux de participation est de 38,39 % (11 963 votants sur 31 163 inscrits) contre 36,83 % au niveau départemental et 50,17 % au niveau national.
Au second tour, Aude Lagarde et Stéphane Salini (UDI) sont élus avec 74,97 % des suffrages exprimés et un taux de participation de 37,38 % (8 059 voix pour 11 744 votants et 31 164 inscrits).

## Composition

### Composition de 1967 à 2015
Le canton de Drancy était constitué, selon la toponymie du décret de 1967, par la « partie de la commune de Drancy délimitée au Nord par l'axe de l'avenue Marceau, l'axe de la rue Sadi-Carnot, l'axe du boulevard Paul Vaillant-Couturier, l'axe de l'avenue Jean-Jaurès ». Le surplus de la commune est inclus dans le canton du Bourget.

### Composition depuis 2015
| Nom                            | Code Insee | Intercommunalité         | Superficie (km2) | Population (dernière pop. légale)                | Densité (hab./km2) | Modifier                                    |
| ------------------------------ | ---------- | ------------------------ | ---------------- | ------------------------------------------------ | ------------------ | ------------------------------------------- |
| Drancy (bureau centralisateur) | 93029      | Métropole du Grand Paris | 7,76             | Fraction : 63 719 (2022) Commune : 71 312 (2022) | 9 190              | modifier les données · modifier les données |
| Canton de Drancy               | 9308       |                          |                  | 63 719 (2022)                                    |                    | modifier les données                        |

Le canton de Drancy est désormais constitué par la partie de la commune de Drancy située à l'ouest « d'une ligne définie par l'axe des voies et limites suivantes : depuis la limite territoriale de la commune du Blanc-Mesnil, rue des Midinettes, rue Jacqueline-Quatremaire, avenue Jean-Jaurès, jusqu'à la limite territoriale de la commune de Bobigny », le surplus de la commune, comprenant notamment le quartier du Village parisien, étant intégré dans le canton du Blanc-Mesnil.

## Démographie

### Démographie avant 2015
| 1968 | 1975 | 1982 | 1990   | 1999   | 2006   | 2011   | 2012   |
| ---- | ---- | ---- | ------ | ------ | ------ | ------ | ------ |
| -    | -    | -    | 33 060 | 34 736 | 37 715 | 38 280 | 38 011 |

### Démographie depuis 2015
En 2022, le canton comptait 63 719 habitants, en évolution de +1,45 % par rapport à 2016 (Seine-Saint-Denis : +4,67 %, France hors Mayotte : +2,11 %).
| 2013   | 2018   | 2022   |
| ------ | ------ | ------ |
| 61 266 | 64 222 | 63 719 |